# Fabrice Clément
Fabrice Clément, né le 18 novembre 1966 à Coutances (Manche), est un entrepreneur français. 
Entre 2019 et 2020 il est président du Stade malherbe Caen, club de football de Ligue 2

## Biographie
Fabrice Clément est gérant de plusieurs restaurants franchisés McDonald's dans le département de la Manche. En 2016, il fait l'acquisition de restaurants supplémentaires dans le Calvados, et rachète ainsi les McDonald's de Caen, Hérouville-Saint-Clair, Bretteville-sur-Odon, Ouistreham, Rots et Courseulles-sur-Mer.
Actif localement dans le monde du football, il est tout d'abord co-président de l'US Granville de 2007 à 2016. Sous sa direction, le club atteint notamment les quarts de finale de Coupe de France en 2016, s'inclinant seulement 1-0 face à l'Olympique de Marseille.
En mai 2018, il intègre le directoire du Stade Malherbe Caen présidé par Gilles Sergent, ce dernier prenant lui-même la place de Jean-François Fortin qui est évincé. En juin 2019, à la suite de la relégation du club en Ligue 2, il devient le nouveau président du directoire en lieu et place de Gilles Sergent qui démissionne. Il choisit comme nouvel entraîneur le Portugais Rui Almeida, débauché de Troyes, censé apporter son expérience et sa rigueur. Ce dernier est finalement licencié dès le mois de septembre, alors que le club est 17e, loin des espoirs de remontée immédiate. Il est remplacé par Pascal Dupraz, qui fait remonter le club au milieu du classement avant l'interruption des compétitions consécutive à la pandémie de Covid-19 en France.
L'été suivant le SM Caen, en grande difficulté financière, est racheté par le fonds d'investissement américain Oaktree Capital Management et l'entrepreneur Pierre-Antoine Capton. Les nouveaux dirigeants lui indiquent qu'ils ne comptent pas sur lui. Il quitte la présidence le 28 août 2020 et se trouve remplacé par l'ancien joueur du club Olivier Pickeu.